# روب كوردري
روبرت ويليام كوردري (بالإنجليزية: Rob Corddry)‏ (ولد في 4 فبراير 1971) ممثل كوميدي أمريكي اشتهر بعمله كمراسل في برنامج ذا ديلي شو مع جون ستيوارت (2002-2006) وبدوره في فيلم آلة زمن الحوض الساخن. وهو مبتكر وبطل مسلسل مستشفى الأطفال على قناة أدلت سويم وحصل على أربع جوائز إيمي برايم تايم. سبق له أن شارك في بطولة مسلسل باليرز على قناة إتش بي أو والمسلسل الكوميدي وحيد القرن على قناة سي بي إس.

## روابط خارجية
- روب كوردري على موقع IMDb (الإنجليزية)
- روب كوردري على موقع روتن توميتوز (الإنجليزية)
- روب كوردري على موقع ألو سيني (الفرنسية)
- روب كوردري على موقع ميوزك برينز (الإنجليزية)
- روب كوردري على موقع أول موفي (الإنجليزية)
- روب كوردري على موقع قاعدة بيانات الأفلام السويدية (السويدية)
- روب كوردري على موقع إن إن دي بي (الإنجليزية)
- روب كوردري على موقع قاعدة بيانات الفيلم (الإنجليزية)
- روب كوردري على موقع كينوبويسك (الروسية)